# مسيرة جارو

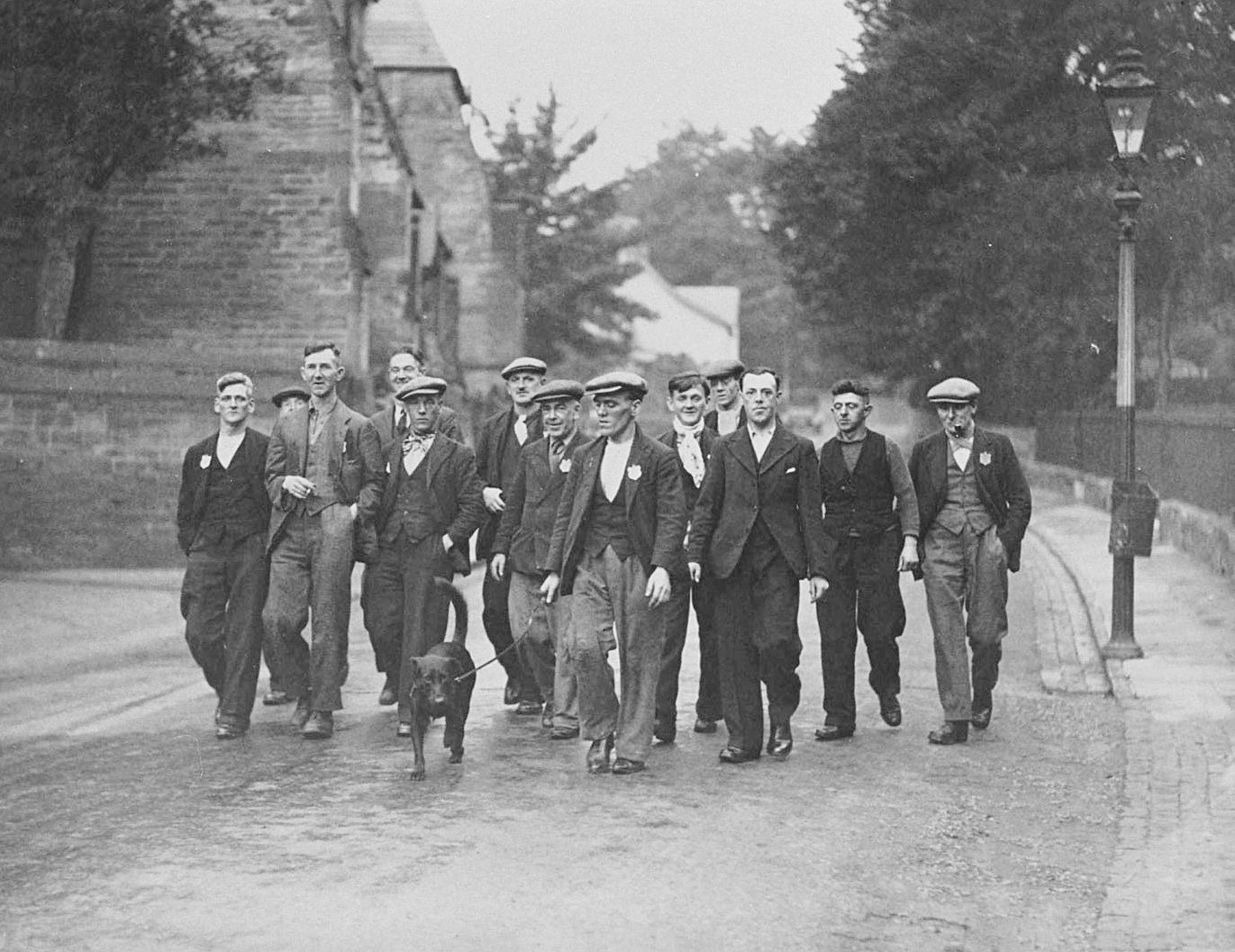
مسيرة متجهة نحو لندن.

مسيرة جارو امتدت من 5 حتى 31 أكتوبر عام 1936، وتُعرف أيضًا باسم حملة جارو الصليبية، وهي احتجاج منظم ضد البطالة والفقر اللذين عانت منهما مدينة جارو الإنجليزية خلال الثلاثينيات من القرن العشرين. وقد سار نحو 200 رجل (أو «صليبي» كما كانوا يفضلون تلقيب أنفسهم) في مسيرة من جارو إلى لندن، حاملين التماسًا إلى الحكومة البريطانية يطلبون فيه إعادة إحياء الصناعة في المدينة بعد إغلاق مكان العمل الرئيسي، وهو حوض بالمر لبناء السفن في عام 1934. وجرى استلام الالتماس من قبل مجلس العموم ولكنه لم يناقش، وكان للمسيرة نتائج فورية قليلة. وعاد أهل مدينة جارو إلى منازلهم وهم يعتقدون أنهم فشلوا في مسعاهم.
استوطنت جارو منذ القرن الثامن على الأقل. وفي أوائل القرن التاسع عشر تطورت صناعة الفحم قبل إنشاء حوض بناء السفن في عام 1851. وعلى مدار الثمانين عامًا التالية صنعت أكثر من 1000 سفينة في جارو. وفي عشرينيات القرن العشرين أدى مزيج من سوء الإدارة وظروف التجارة العالمية المتغيرة في أعقاب الحرب العالمية الأولى إلى تدهور أفضى في النهاية إلى إغلاق الحوض. وأحبطت خطط استبداله بمصنع حديث لأعمال الصلب بسبب معارضة الاتحاد البريطاني للحديد والصلب، وهي منظمة لأصحاب العمل لديها خططها الخاصة للصناعة. كان فشل خطة مصانع الصلب وعدم وجود أي احتمال للتوظيف على نطاق واسع في المدينة من العوامل الحاسمة التي أدت إلى قرار المسيرة.
كانت مسيرات العاطلين عن العمل إلى لندن التي أطلق عليها اسم «مسيرات الجوع» قد بدأت منذ أوائل عشرينيات القرن العشرين، ونظمتها بشكل أساسي الحركة الوطنية للعمال العاطلين عن العمل (إن يو دبليو إم)، وهي هيئة يقودها الشيوعيون. ولكن خوفًا من الارتباط بالتحريض الشيوعي وقفت قيادات حزب العمال واتحاد النقابات العمالية (تي يو سي) بمعزل عن هذه المسيرات. وقد مارسوا نفس سياسة النأي بالنفس تجاه مسيرة جارو، والتي نظمها مجلس البلدة بدعم من جميع أقسام المدينة ولكن دون أي اتصال مع الحركة الوطنية للعمال العاطلين عن العمل. وخلال سيرهم تلقى المشاركون في مسيرة جارو القوت والضيافة من الفروع المحلية لجميع الأحزاب السياسية الرئيسية، وجرى الترحيب بهم على نطاق واسع عند وصولهم إلى لندن.
على الرغم من الإحساس الأولي بالفشل بين المتظاهرين، في السنوات اللاحقة جرى الاعتراف بمسيرة جارو من قبل المؤرخين كحدث محدد في الثلاثينيات من القرن العشرين. وقد ساعدت على تعزيز التغيير في المواقف التي مهدت الطريق لإجراءات الإصلاح الاجتماعي بعد الحرب العالمية الثانية، والتي اعتقد أنصارها أنها ستحسن ظروف العمل. وتضم المدينة العديد من النصب التذكارية للمسيرة. وأحيت إعادة التشريع ذكرى المسيرة السنوية الخمسين والخامسة والسبعين، وفي كلتا الحالتين استحضرت «روح جارو» في حملتها ضد البطالة. على النقيض من برودة حزب العمال في عام 1936، تبنت قيادة حزب ما بعد الحرب المسيرة كناية عن قسوة الحكومة وثبات الطبقة العاملة.

## الخلفية الوطنية

### البطالة في بريطانيا بين الحربين
في الفترة التي أعقبت نهاية الحرب العالمية الأولى مباشرة، تمتع الاقتصاد البريطاني بازدهار قصير. فقد سارعت الشركات إلى تجديد المخزونات وإعادة تهيئة ظروف التجارة في أوقات السلم، وبينما ارتفعت الأسعار بسرعة، ارتفعت الأجور بشكل أسرع وكانت البطالة ضئيلة. وبحلول أبريل عام 1920 أفسح هذا الازدهار الطريق لأول ركود في بريطانيا بعد الحرب، والذي بشر بعهد ارتفاع معدلات البطالة. وساعد اعتماد بريطانيا لسياسات اقتصادية تقشفية بشكل عام، بما في ذلك العودة إلى قاعدة الذهب في عام 1925، على ضمان بقاء نسبة القوة العاملة دون وظائف عند نحو 10% لبقية عشرينيات القرن العشرين وما تلاها، وهو يفوق المعدلات العادية لما قبل الحرب. وخلال فترة الكساد العالمي التي بدأت عام 1929 واستمرت حتى عام 1932، بلغت نسبة العاطلين عن العمل ذروتها عند 22%، أي أكثر من 3 ملايين عامل.
كانت نسبة البطالة كبيرة بشكل خاص في صناعات التصدير التقليدية الأساسية في بريطانيا - مناجم الفحم، وبناء السفن، والحديد والصلب والمنسوجات - وكلها كانت في انخفاض بطيء من ذروة العصر الفيكتوري. وبسبب تركز هذه الصناعات في شمال إنجلترا وإسكتلندا وويلز، كانت نسبة العاطلين عن العمل في هذه المناطق أعلى بكثير، وأحيانًا أكثر من الضعف، مقارنة بالجنوب خلال فترة ما بين الحربين. وساعد تدهور هذه الصناعات على خلق جيوب من البطالة طويلة الأمد خارج التغيرات الدورية العادية. فبعض العمال كانوا دون عمل لمدة سنوات.

### مسيرات الجوع
في عام 1921 كرد فعل على ارتفاع مستويات البطالة، أنشأ الحزب الشيوعي البريطاني الذي جرى تشكيله حديثًا الحركة الوطنية للعمال العاطلين عن العمل (إن يو دبليو إم). ومنذ عام 1922 حتى أواخر ثلاثينيات القرن العشرين، تحت قيادة زعيمه وال هانينغتون صاحب الشخصية الجذابة، نظمت الحركة الوطنية للعمال العاطلين عن العمل مسيرات اجتمع فيها العمال العاطلون عن العمل في لندن لمواجهة البرلمان، اعتقادًا منهم أن هذا من شأنه أن يحسن الظروف. وأصبحت هذه المسيرات تُعرف باسم «مسيرات الجوع»، حيث أحيت اسمًا صاغته الصحافة في عام 1908، عندما سارت مجموعة من العاطلين عن العمل في لندن إلى هايد بارك.
سعى المشاركون في مسيرة عام 1922 إلى لقاء رئيس الوزراء الجديد بونار لو، الذي رفض رؤيتهم بسبب قيادتهم غير الديمقراطية. وجرى استنكار قادة المسيرة في صحيفة التايمز على أنهم «شيوعيون صريحون، وتسببوا باضطرابات في مناطقهم المحلية». ظل حزب العمل واتحاد النقابات العمالية في حالة من النأي بالنفس، خوفًا من تلويث سمعتهما من خلال الارتباط بالمنظمين الشيوعيين. وقد جرى اتباع نفس النمط مع مسيرات الحركة الوطنية للعمال العاطلين عن العمل اللاحقة. وقد رفض رؤساء الوزراء المتعاقبون - ستانلي بلدوين في عام 1929، ورامزي ماكدونالد في عامي 1930 و1934 - مقابلة ممثلي المتظاهرين، واستمر حزب العمال واتحاد النقابات العمالية في الحفاظ على مسافة من المسيرات. وفي عام 1931 أصبح ماكدونالد رئيسًا للحكومة الوطنية التي يهيمن عليها المحافظون والتي فرضت اختبار استطلاع للموارد المالية على إعانات البطالة. وكان الغضب من استطلاع الموارد المالية هو الأساس المنطقي لمسيرة الجوع عام 1932، حيث اندلعت سلسلة من المسيرات والمظاهرات في جميع أنحاء لندن وتحولت إلى عنف كبير. وأثار القادة اشتباكات مع المعارضين والشرطة في هايد بارك وميدان ترفلغار ووستمنستر ما أدى إلى اعتقال وسجن قادة المسيرة. على الرغم من أنه لم يُسمح للنساء بالسير في مسيرة جارو، كانت الوحدات النسائية حاضرة في مسيرات الجوع الأخرى عبر ثلاثينيات القرن العشرين. وهؤلاء النساء كن في الغالب زوجات رجال عاطلين عن العمل، غالبًا ما واجهن قيودًا مثل إجبارهن على البقاء في دور العمل إذا لم يستوعبهن حزب العمل المحلي.
نظمت مسيرتان وطنيتان إضافيتان في عامي 1934 و1936. وبحلول هذا الوقت كانت البلاد قد تعافت بشكل كبير من أسوأ سنوات الكساد في 1929-1932. ثم انخفضت معدلات البطالة بشكل كبير، وبلغ معدل النمو السنوي 4%، وكانت أجزاء كثيرة من البلاد تتمتع بازدهار كبير في الإسكان والسلع الاستهلاكية. ومع ذلك لم يكن الازدهار المتزايد منتشرًا بشكل موحد، وكانت هناك تباينات حادة بين الظروف الاقتصادية في الجنوب وتلك الموجودة في الشمال الشرقي وجنوب ويلز وإسكتلندا وأماكن أخرى، حيث كان معدل الانتعاش أبطأ بكثير. في نفس الوقت كان المزاج الوطني يتغير. وساعدت العوامل الخارجية مثل صعود الفاشية في أوروبا على توحيد اليسار البريطاني، وكان هناك المزيد من الأصوات الداعمة في البرلمان نيابة عن العاطلين عن العمل. أصبحت فكرة المسيرة كوسيلة للتعبير عن المظالم السياسية أو الاجتماعية حتى ذلك الوقت تكتيكًا مقبولًا وراسخًا، وكان هناك وعي متزايد بالمشكلات المستهدفة، والتي عوضت عن استغلالهم من قبل الشيوعيين. اعتبر المؤرخ أ. ج. ب تايلور أن المتظاهرين في مسيرات الجوع «أظهروا فشل الرأسمالية بطريقة لم تستطع الشخصيات أو الوصف الأدبي فعله. شعرت الطبقة الوسطى بنداء الضمير».